# Kartini
Raden Adjeng Kartini, nota anche come Raden Ayu Kartini (Jepara, 21 aprile 1879 – Rembang, 17 settembre 1904), è stata un'attivista e nobile indonesiana che sosteneva i diritti delle donne e l'istruzione femminile.

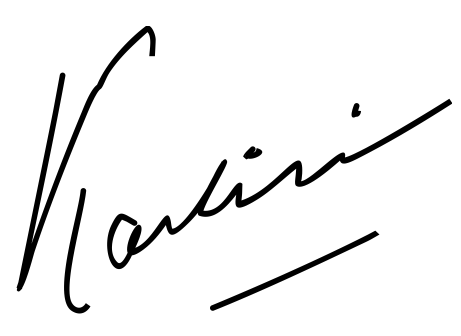
Firma di Kartini

Nacque in una famiglia aristocratica giavanese nelle Indie orientali olandesi (l'attuale Indonesia). Dopo avere frequentato una scuola primaria in lingua olandese avrebbe voluto proseguire gli studi, ma all'epoca le donne giavanesi erano escluse dall'istruzione superiore. Incontrò vari funzionari e persone influenti, tra cui J. H. Abendanon, incaricato di attuare la politica etica olandese.
Dopo la sua morte, le sorelle continurono a sostenere l'istruzione di ragazze e donne. Le lettere di Kartini furono pubblicate su una rivista olandese e infine, nel 1911, in tre libri. Il suo compleanno è ora celebrato in Indonesia come il Giorno di Kartini in suo onore, così come diverse scuole le sono state intitolate; è stato istituito un fondo a suo nome per finanziare l'istruzione delle ragazze in Indonesia. Era interessata al misticismo e si opponeva alla poligamia.

## Biografia

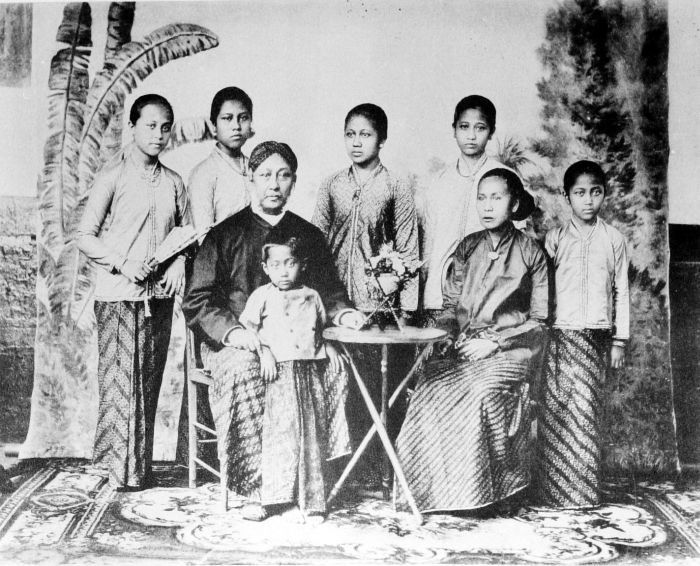
Ritratto in studio con i suoi genitori, fratelli e sorelle (tra il 1890 e il 1904).

Kartini nacque in una famiglia aristocratica giavanese all'epoca in cui Giava faceva parte della colonia olandese delle Indie orientali olandesi. Il padre di Kartini, Sosroningrat, divenne Bupati (o reggente) per la reggenza di Jepara dopo essere stato originariamente il capo del distretto di Mayong. Sua madre Ngasirah era figlia di Madirono e un'insegnante religiosa a Telukawur; era la prima moglie di Sosroningrat ma non la sua più importante. A quel tempo, la poligamia era una pratica comune tra la nobiltà. I regolamenti coloniali richiedevano ai reggenti di sposare un membro della nobiltà. Poiché Ngasirah non era di nobiltà sufficientemente elevata, Sosroningrat si sposò una seconda volta con Woerjan (Moerjam), una diretta discendente del raja di Madura. Dopo questo secondo matrimonio, il padre di Kartini fu elevato a Bupati di Jepara, sostituendo il padre della sua seconda moglie, Tjitrowikromo.
Kartini era la quinta figlia e la seconda figlia maggiore di una famiglia di undici persone, compresi i fratellastri. Nacque in una famiglia con una forte tradizione intellettuale. Suo nonno, Pangeran Ario Tjondronegoro IV, divenne reggente all'età di 25 anni, mentre il fratello maggiore di Kartini, Sosrokartono, era un valente linguista. La famiglia di Kartini le permise di frequentare la scuola fino all'età di 12 anni. Qui, tra le altre materie, imparò l'olandese, un conseguimento insolito per le donne giavanesi dell'epoca. Dopo avere compiuto dodici anni venne isolata (pingit) in casa, pratica comune tra le giovani nobildonne giavanesi per prepararle al matrimonio. Durante l'isolamento, le ragazze non potevano lasciare la casa dei genitori fino al matrimonio, dopodiché l'autorità su di loro veniva trasferita ai mariti. Il padre di Kartini fu più indulgente di altri durante l'isolamento di sua figlia, concedendole privilegi come lezioni di ricamo e apparizioni occasionali in pubblico per eventi speciali.

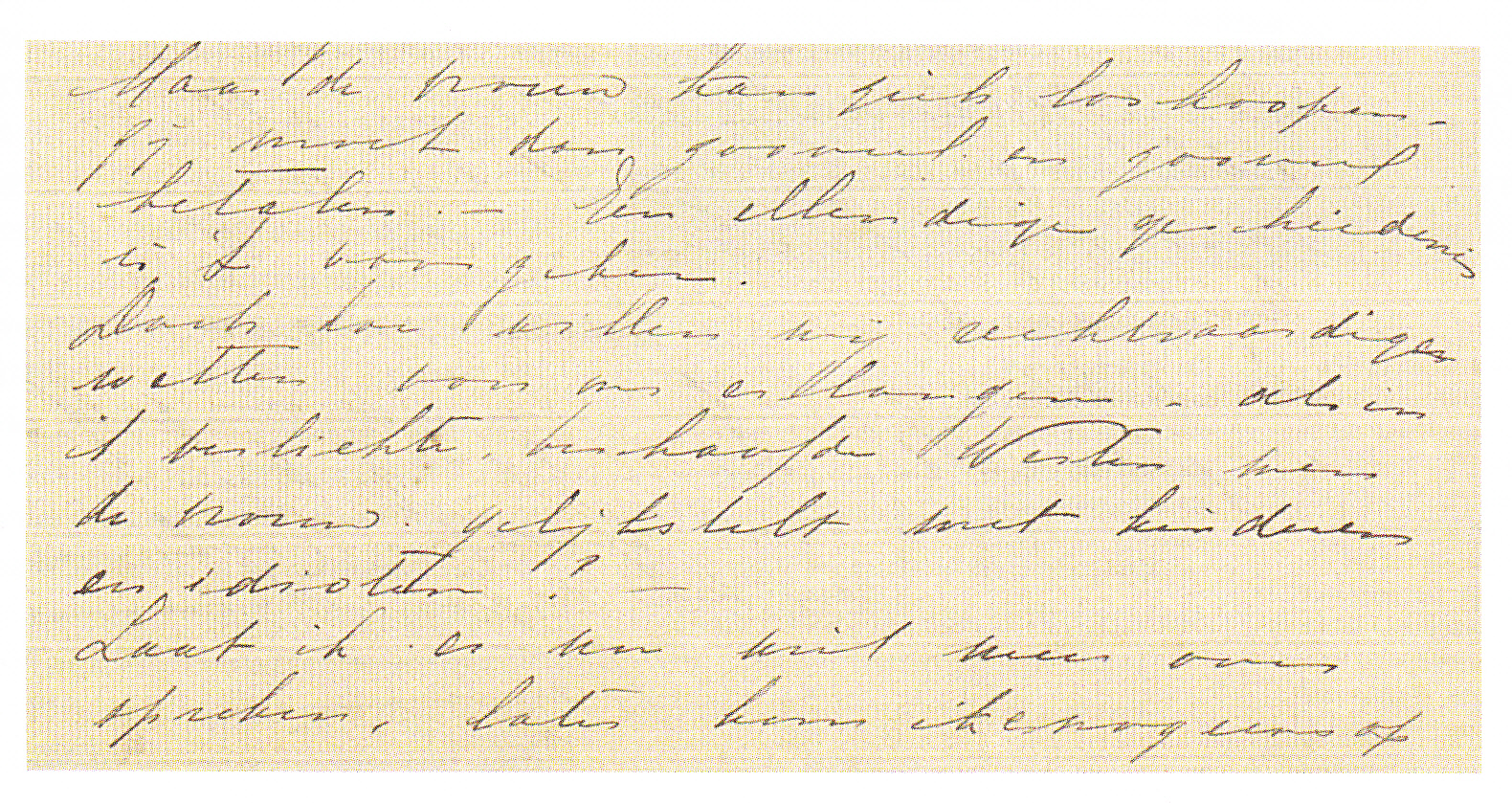
Lettera di Kartini a Rosa Abendanon (frammento)

Durante il suo isolamento, Kartini continuò ad istruirsi in modo autonomo. Parlava correntemente l'olandese e acquisì diversi amici di penna olandesi; uno di questi era una giovane di nome Rosa Abendanon, che in seguito divenne un'amica intima. Libri, giornali e riviste europee alimentarono l'interesse di Kartini per l'Europa e il pensiero femminista e, in generale, alimentarono il desiderio di migliorare le condizioni delle donne indigene indonesiane, che all'epoca avevano una condizione sociale molto bassa.
La lettura di Kartini comprendeva il quotidiano Semarang, a cui iniziò a inviare i propri contributi che furono pubblicati. Prima dei vent'anni aveva letto Max Havelaar e le Lettere d'amore di Multatuli. Lesse inoltre De Stille Kracht ("La forza nascosta") di Louis Couperus, le opere di Frederik van Eeden, Augusta de Witt, l'autrice romantico-femminista Cécile de Jong van Beek en Donk e un romanzo contro la guerra di Bertha von Suttner, Die Waffen Nieder! ("Deponi le braccia!"). Erano tutte opere in olandese.
Kartini non si occupava solo dell'emancipazione femminile, ma anche di altre questioni di giustizia sociale all'interno della sua società. Kartini era consapevole che la lotta per le donne per ottenere la loro libertà, autonomia e uguaglianza legale fosse solo una parte di un movimento più ampio.

### Matrimonio, morte ed eredità

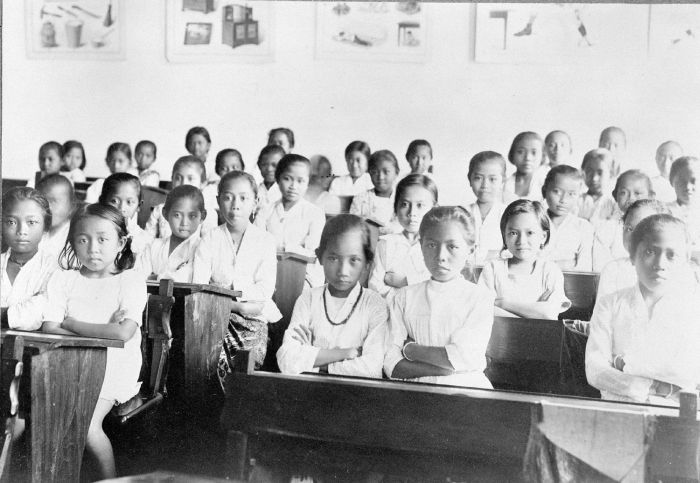
Una classe di una delle "Scuole di Kartini", circa 1920

I genitori di Kartini organizzarono il suo matrimonio con Joyodiningrat, il reggente di Rembang, che aveva già tre mogli. Il matrimonio fu celebrato il 12 novembre 1903. Inizialmente Kartini detestava la proposta di matrimonio, ma suo marito capì le aspirazioni di Kartini e le permise di fondare una scuola femminile sul portico orientale del complesso dell'ufficio della reggenza di Rembang. L'unico figlio di Kartini nacque il 13 settembre 1904. Pochi giorni dopo, il 17 settembre 1904, Kartini morì all'età di 25 anni. Fu sepolta nel villaggio di Bulu, Rembang.
Ispirata dall'esempio di R.A. Kartini, la famiglia Van Deventer istituì la R.A. Kartini Foundation che costruì scuole per donne, a partire dal 1912 con le "Scuole di Kartini" a Semarang, seguite da altre scuole femminili a Surabaya, Yogyakarta, Malang, Madiun, Cirebon e altre zone.

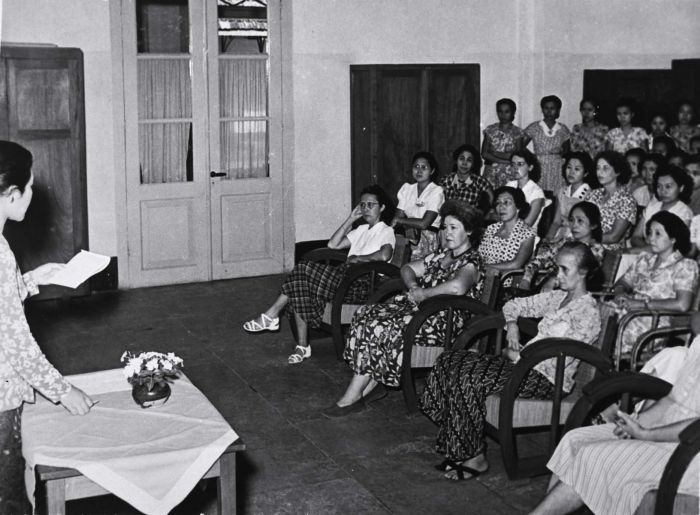
Commemorazione del Kartini Day nel 1953

Nel 1964 il presidente Sukarno dichiarò la data di nascita di R.A. Kartini, il 21 aprile, "Giorno di Kartini", una festa nazionale indonesiana. Questa decisione fu criticata; venne proposto di celebrare il Giorno di Kartini in concomitanza con la festa della mamma indonesiana il 22 dicembre. Quindi R. A. Kartini come eroina nazionale non mette in ombra le donne che hanno preso le armi per opporsi agli olandesi.
Al contrario, coloro che riconoscono il significato di R.A. Kartini sostengono che non solo era un'intellettuale che elevava lo status delle donne indonesiane, ma era anche una figura nazionalista con idee moderne, che ha lottato per conto del suo popolo e ha svolto un ruolo nella lotta nazionale per l'indipendenza.

## Lettere
Dopo la morte di Kartini, J.H. Abendanon, ministro della cultura, della religione e dell'industria delle Indie orientali, raccolse e pubblicò le lettere che aveva inviato ai suoi amici in Europa. Il libro fu intitolato Door Duisternis tot Licht ("Dalle tenebre viene la luce") e pubblicato nel 1911 ;ebbe cinque edizioni, con lettere aggiunte nell'edizione finale, ed è stato tradotto in inglese da Agnes L. Symmers come Letters of a Javanese Princess. La pubblicazione di lettere scritte da una donna nativa giavanese suscitò grande interesse nei Paesi Bassi e le idee di Kartini iniziarono a cambiare il modo in cui gli olandesi vedevano le donne native a Giava. Le sue idee hanno anche fornito ispirazione a figure di spicco nella lotta per l'indipendenza.
La pubblicazione venne modificata per rimuovere i riferimenti a figure coloniali, credenze islamiche e cultura giavanese e la traduzione inglese apportò ulteriori modifiche. Le lettere inedite di Kartini sono state pubblicate per la prima volta in inglese nel 2014.

## Pensiero

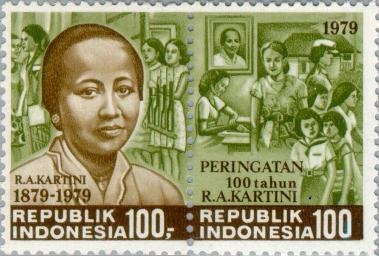
Francobollo indonesiano del 1979 dedicato al centenario della nascita di Kartini

### Condizione delle donne indonesiane
Nelle sue lettere, Raden Adjeng Kartini ha espresso le sue opinioni sulle condizioni sociali prevalenti in quel momento, in particolare la condizione delle donne indonesiane native. La maggior parte delle sue lettere protesta contro la tendenza culturale giavanese a imporre ostacoli allo sviluppo delle donne. Voleva che le donne avessero la libertà di imparare e studiare. R.A. Kartini ha scritto delle sue idee e ambizioni, tra cui Zelf-ontwikkeling, Zelf-onderricht, Zelf-vertrouwen, Zelf-werkzaamheid e Solidariteit. Queste idee erano tutte basate su Religieusiteit, Wijsheid, en Schoonheid, cioè fede in Dio, saggezza e bellezza, insieme a Humanitarianismus (umanitarismo) e Nationalismus' (nazionalismo).
Le lettere di Kartini esprimevano anche le sue speranze di sostegno dall'estero. Nella sua corrispondenza con Estell "Stella" Zeehandelaar, R.A. Kartini esprimeva il desiderio di essere considerata alla pari con le donne europee. Raffigurò le sofferenze delle donne giavanesi incatenate dalla tradizione, incapaci di studiare, isolate e obbligate a prepararsi a matrimoni poligami con uomini che non conoscevano.

### Vegetarismo
In lettere datate ottobre 1902, Kartini esprime ad Abendanon e al marito il suo desiderio di vivere una vita vegetariana, che per lei aveva una valenza religiosa:

### Altri studi e insegnamenti
Sebbene il padre di Kartini avesse permesso alle sue figlie di andare a scuola fino all'età di dodici anni, le precluse recisamente l'istruzione superiore. Di conseguenza impedì a Kartini di continuare i suoi studi nei Paesi Bassi o di entrare nella facoltà di medicina. Alla fine, tuttavia, le diede il permesso di studiare per diventare insegnante a Batavia (Indie orientali olandesi) (ora Giacarta). Infine, i suoi piani per studiare in Giappone si trasformarono in piani per un viaggio a Tokyo, su consiglio di Abendanon il quale riteneva che sarebbe stato meglio per Kartini e sua sorella minore, Ayu Rukmini. Nel 1903, i piani per diventare un insegnante a Tokyo furono abbandonati a causa dell'imminente matrimonio di Kartini:
Ciò avvenne nonostante il dipartimento dell'istruzione olandese avesse finalmente concesso a Kartini e Rukmini il permesso di studiare a Batavia.
Con l'avvicinarsi del matrimonio, l'atteggiamento di R.A. Kartini nei confronti delle usanze tradizionali giavanesi cambiò. Divenne più tollerante e sentiva che il suo matrimonio avrebbe portato fortuna alla sua ambizione di sviluppare una scuola per donne indigene. Nelle sue lettere, menzionò il fatto che suo marito sosteneva il suo desiderio di sviluppare l'industria dell'intaglio del legno di Jepara e una scuola per donne indigene, ma disse anche che avrebbe scritto un libro; tale ambizione non fu realizzata a causa della sua morte prematura nel 1904.

## Intitolazioni

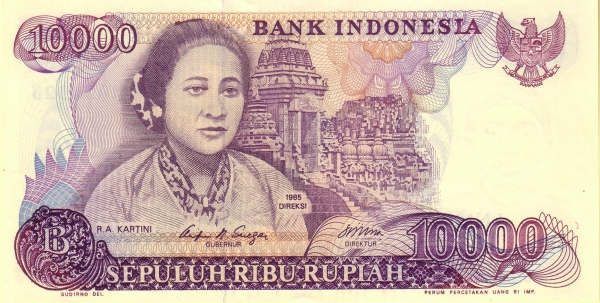
Banconota indonesiana da 10mila rupie del 1985 con il ritratto di Kartini

Le Scuole Kartini sono state aperte a Bogor, Jakarta e Malang. Fu fondata anche una società a suo nome nei Paesi Bassi.
È apparsa due volte nelle banconote della rupia indonesiana, nelle 5 rupie (edizione 1952, emessa nel 1953) e nelle 10 000 rupie (edizione 1985).

### Giorno di Kartini

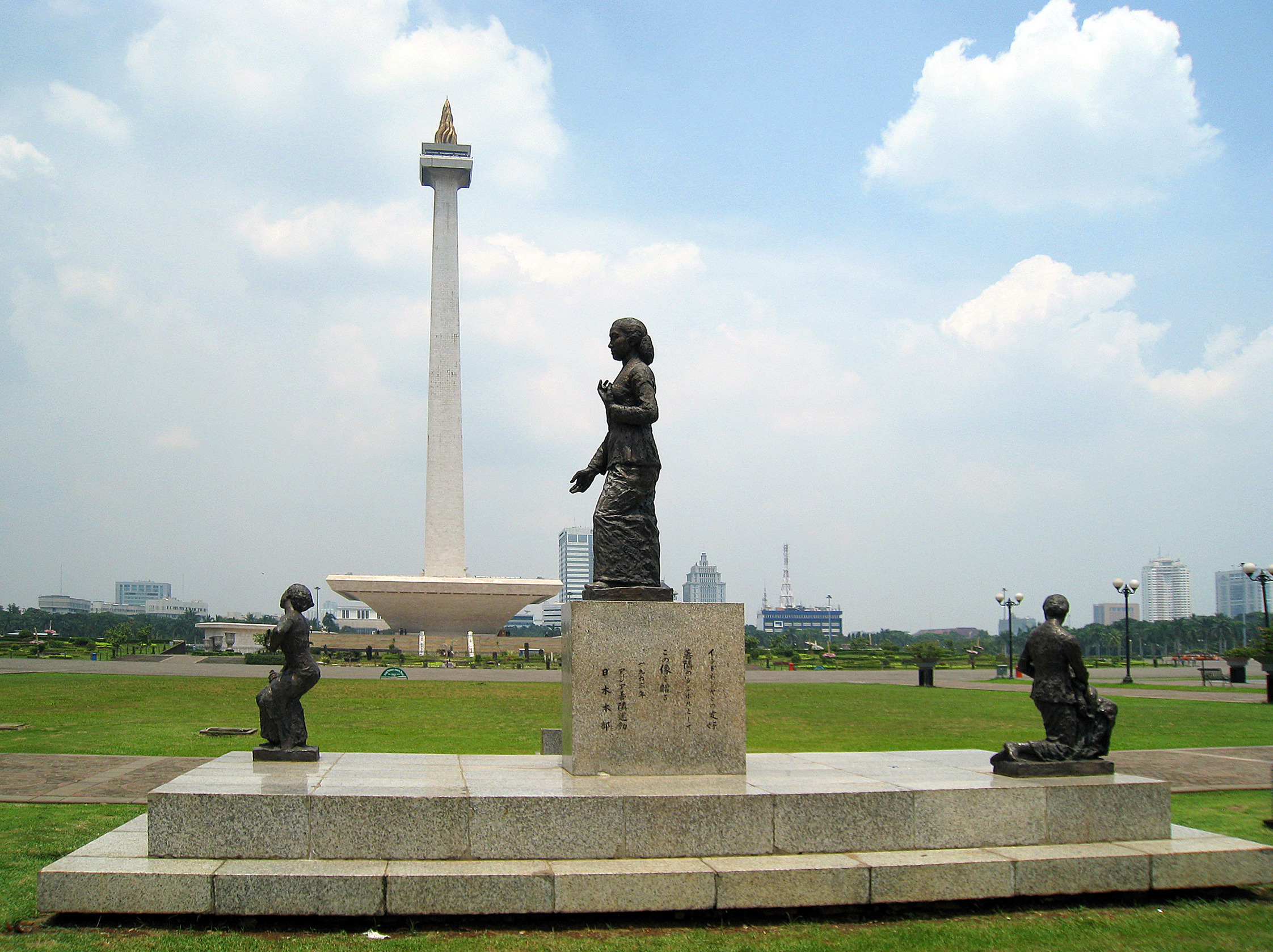
Statua di Kartini nel parco orientale di Piazza Indipendenza (Merdeka), Giacarta

Lo stato del Vecchio Ordine di Sukarno dichiarò il 21 aprile "Giorno di Kartini" per ricordare alle donne che esse avrebbero dovuto partecipare "al discorso dello stato egemonico del pembangunan (sviluppo)". Dopo il 1965 tuttavia lo Stato del Nuovo Ordine di Suharto ha riconfigurato l'immagine di Kartini da quella di emancipatrice radicale delle donne a quella che la ritraeva come una moglie rispettosa e una figlia obbediente, "come solo una donna vestita con un kebaya che sa cucinare". In quell'occasione, popolarmente conosciuta come Hari Ibu Kartini o "Giorno di Madre Kartini", "le ragazze dovevano indossare a scuola giacche attillate e aderenti, camicie batik, acconciature elaborate e gioielli decorati, presumibilmente replicando l'abbigliamento di Kartini ma in realtà, indossando un abbigliamento inventato ed ensemble più costrittivo di quanto lei avesse mai fatto."

W. R. Supratman compose la melodia Ibu Kita Kartini ("Nostra madre Kartini"):

### Astronomia
Le è stato intitolato un cratere sulla superficie di Venere nel 1991, il Cratere Kartini.

## Filmografia
- Kartini, regia di Hanung Bramantyo (2017). Film biografico indonesiano scritto da Bramantyo e Bagus Bramanti.

### Fonti primarie
- (NL)  Anonimo [Raden Adjeng Kartini] (1898), The Jepara Manuscript, presentato al Nationale Tentoonstelling van Vrouwenarbeid 1898.
Ristampato in Rouffaer e Juynboll (1912), De Batik-Kunst in Nederlandsch-Indië en haar Geschiedenis op Grond van Materiaal aanwezig nel Rijks Etnographisch Museum en Andere Openbare en Particuliere Verzamelingen in Nederland.
- (NL)  Anonimo [Raden Adjeng Kartini] (1899), " Het Huwelijk bij de Kodja's ". Bijdragen tot de Taal, Land, en Volkenkunde van Nederlandsch-Indië, vol. 6, n.1.
- (NL)  Tiga Saudara [pseudonimo di Raden Adjeng Kartini] (1899), "Een Gouverneur Generaals Dag." De Echo: weekblad voor dames in Indië, 2 settembre-18 novembre 1899.
- (NL)  Tiga Saudara [pseudonimo di Raden Adjeng Kartini] (1900), "Een Oorlogsschip op de Ree". De Echo: weekblad voor dames in Indië, 5 aprile-10 giugno 1900.
- (NL)  Kartini (1903), "Van een Vergeten Uithoekje". Eigen Haard (Amsterdam), n. 1.

Pubblicazioni postume:
- (NL)  Kartini (1904). "Ontgoocheling". Weeklblad voor Indië (Surabaya), 2 ottobre 1904.
- (NL)  Raden Adjeng Kartini (1912), Door duisternis tot licht, con prefazione di J. H. Abendanon, L'Aia
- (EN) : Traduzione inglese parziale, 1920: Letters of a Javanese princess, traduzione di Agnes Louise Symmers, con una prefazione di Louis Couperus, New York: Alfred A. Knopf, 1986, ISBN 0-8191-4758-3; 2005, ISBN 1-4179-5105-2
- (ID) : Traduzione indonesiana parziale: Habis gelap tributlah terang, Balai Pustaka, 1938.
- (NL)  Raden Adjeng Kartini (1987), Brieven aan mevrouw RM Abendanon-Mandri e haar echtgenoot : met andere documenten. Dordrecht: Foris.
- (ID) : Traduzione indonesiana, 1989: Kartini surat-surat kepada Ny. RM Abendanon-Mandri e suaminya. Giacarta: Djambatan.
- (EN) : Traduzione inglese, 1992: Lettere da Kartini : una femminista indonesiana, 1900-1904. Clayton, Vict.: Monash Asia Institute.
- (EN)  Raden Adjeng Kartini (1995), On Feminism and Nationalism: Kartini's Letters to Stella Zeehandelaar 1899–1903. Clayton, Vict.: Monash University.
- (ID) : Traduzione indonesiana, 2004: "Aku Mau... Feminisme dan Nasionalisme. Surat-surat Kartini kepada Stella Zeehandelaar 1899-1903" (Giacarta : IRB Press)
- (EN)  Raden Adjeng Kartini (2014), Kartini : the complete writings 1898–1904. Clayton, Victoria: Monash University, ISBN 9781922235114.

### Fonti secondarie
- (NL)  MC Van Zeggelen (1945), "Kartini", J.M. Meulenhoff, Amsterdam
- (NL)  M.Vierhout (1942), "Raden Adjeng Kartini", Oceanus, Den Haag
- (ID)  Elisabeth Keesing (1999), Betapa besar pun sebuah sangkar; Hidup, suratan dan karya Kartini, Giacarta, Djambatan, v + 241 pp.
- (NL)  J. Anten (2004), Honderd (vijfentwintig) e Raden Adjeng Kartini; Een Indonesische nationale holdingin in beeld, Nieuwsbrief Nederlands Fotogenootschap 43: 6–9.